# 合同統計地域

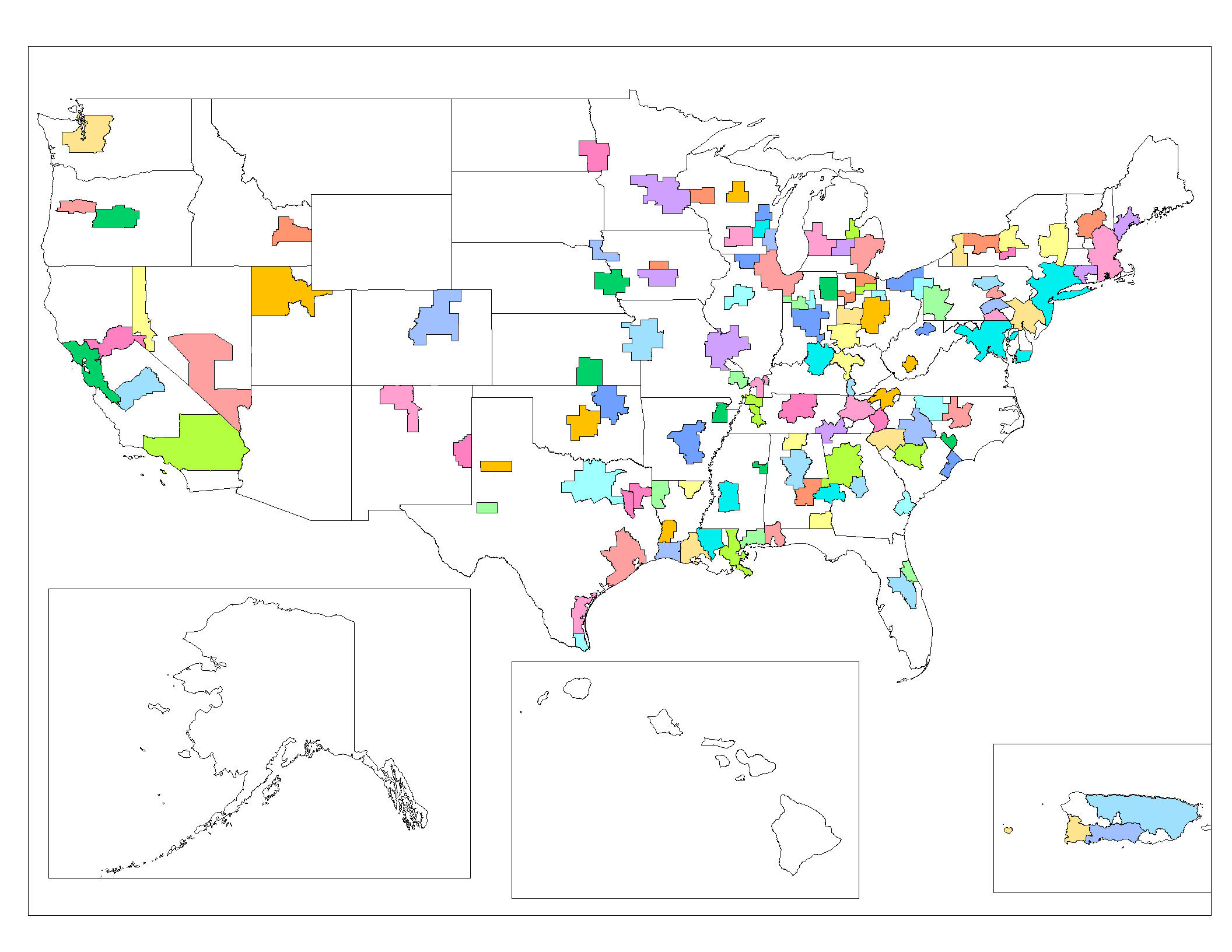
2005年の国勢調査結果に基づき、2006年に設定されたときのアメリカ合衆国の合同統計地域を示した地図。（この地図は拡大可能）

合同統計地域（ごうどうとうけいちいき、英: Combined Statistical Area、略称：CSA）は、アメリカ合衆国行政管理予算局 （OMB） によって、おもに広域都市圏の実勢を把握するために定義されたアメリカ合衆国の都市的地域の領域のひとつ。隣接する複数の大都市統計地域 （MSA） や小都市統計地域 （µSA）（両者を合わせてコアベース統計地域と呼ぶ）を、統計の集計単位として統合し、数値を合算するものである。

## 概要
アメリカ合衆国行政管理予算局 （OMB） は、郡やそれに準じる区域（county-equivalent）を単位に編成される、小都市統計地域 （µSA）と大都市統計地域 (MSA)を定義している。現行の大都市/小都市統計地域の定義は、2000年12月27日に『連邦官報』で告示された2000年版基準を、2000年の国勢調査（2000 United States Census）の結果に当てはめ、さらに、国勢調査局によるその後の人口推計によって修正が施されている。現行の定義は、2009年12月に定められたものである。
特定の基準が満たされると、隣接している大都市/小都市統計地域が、様々な組み合わせで、新たに合同統計地域（CSA）を形成することになる。行政管理予算局 (OMB) は、国勢調査局のデータに基づいてCSAのリストを作成する。CSAの一部となった大都市/小都市統計地域は、解消されるわけではなく、それぞれ大都市/小都市統計地域として統計上存続し、より大きな合同統計地域の集計が新たに統計に加わる。2009年12月時点でOMBは128のCSAを設定している。
CSAは、その内部に複数の大都市/小都市統計地域を含んでおり、それらの間で、ある程度の通勤交流などが認められるという点は、重要である。